# Marano di Napoli
Marano di Napoli est une ville italienne d'environ 57 400 habitants (2022), située la ville métropolitaine de Naples, dans la région Campanie, en Italie méridionale.

## Géographie

### Hameaux
Castello Monteleone, Masseria Foragnano, San Marco, San Rocco, Torre Caracciolo

### Communes limitrophes
Calvizzano, Mugnano di Napoli, Naples, Quarto (Italie), Villaricca

## Galerie

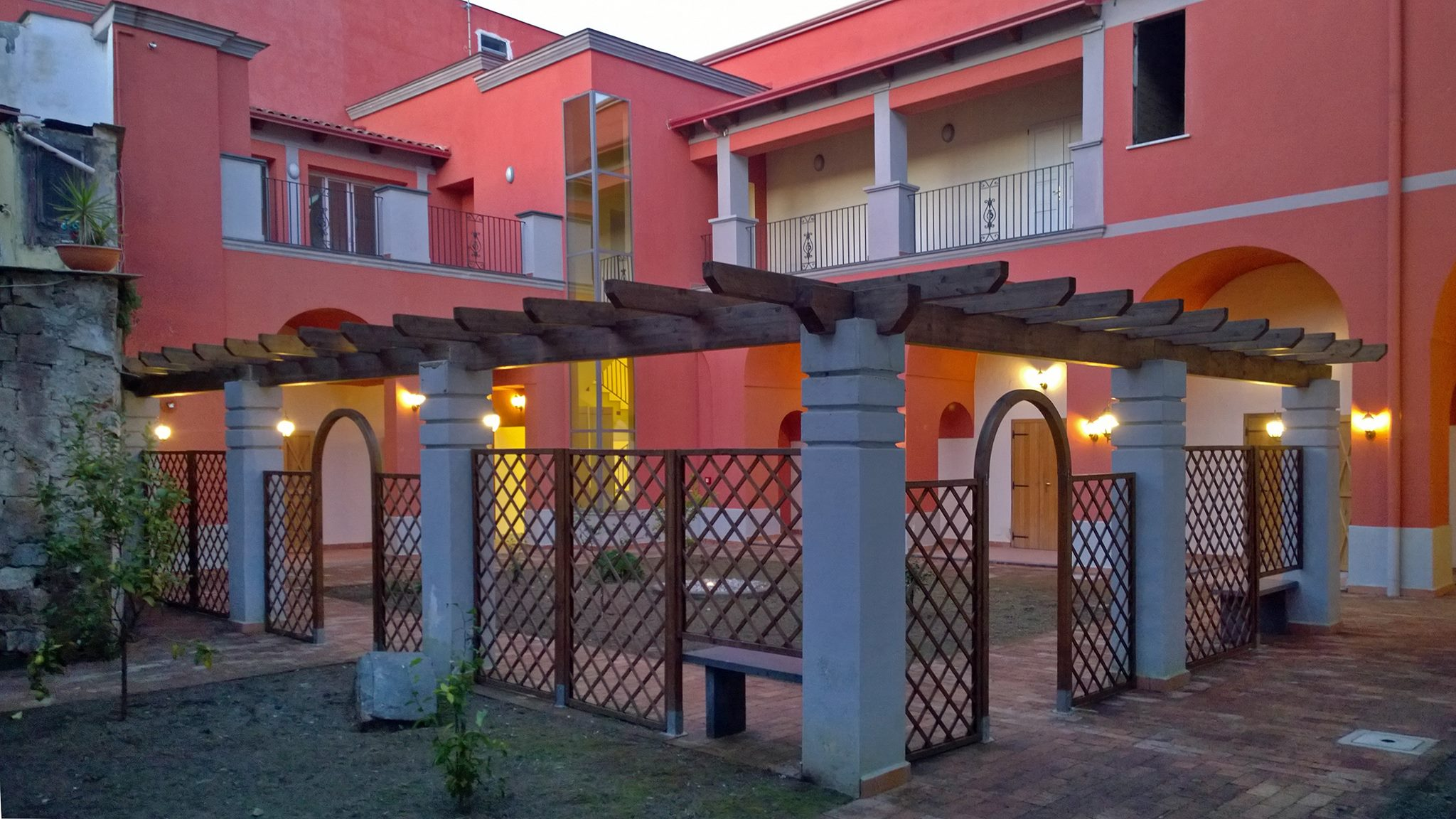
Le palace Battagliese.
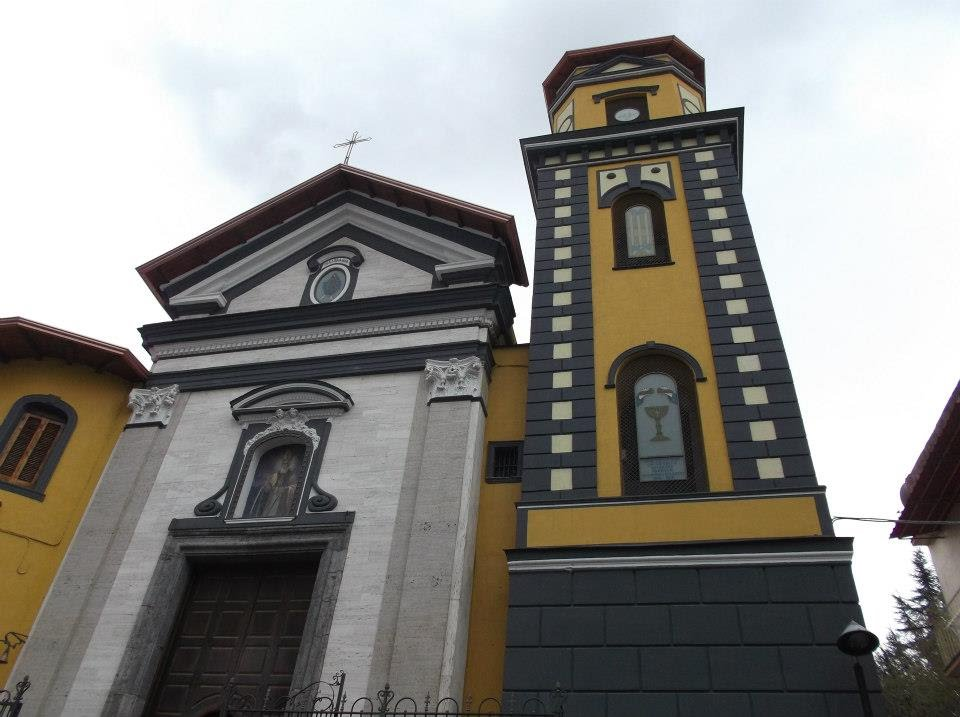
Paroisse Saint-Castrense de Marano.
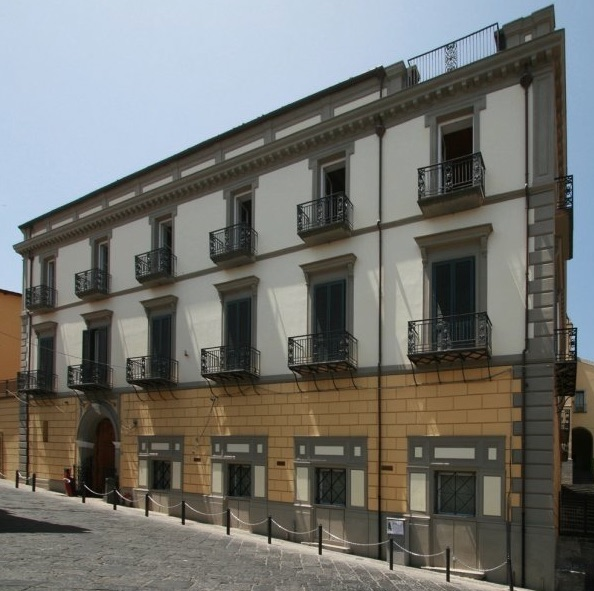
Le palace Merolla.

## Administration
| Période                                  | Période      | Identité                                                      | Étiquette                 | Qualité |
| ---------------------------------------- | ------------ | ------------------------------------------------------------- | ------------------------- | ------- |
| 7 novembre 2018                          | 17 juin 2021 | Rodolfo Visconti                                              | Parti démocrate           |         |
| 21 juin 2021                             | En cours     | Gerardina Basilicata, Giuseppe Garramone, Valentino Antonetti | commission extraordinaire |         |
| Les données manquantes sont à compléter. |              |                                                               |                           |         |

### Articles liés
- Liste des villes italiennes de plus de 25 000 habitants
- Liste des grandes villes d'Italie classées par leur nombre d’habitants